# Boris Feigin
Boris Lvovich Feigin (em russo:  Бори́с Льво́вич Фе́йгин; Moscou, 20 de novembro de 1953) é um matemático russo. Suas pesquisas abrangem teoria de representação, física matemática, geometria algébrica, grupo de Lie e álgebra de Lie, teoria do campo conformal, álgebra homológica e álgebra homotópica.
Feigin graduou-se em 1969 na Moscow Mathematical School No. 2 (Andrei Zelevinsky foi um de seus colegas de turma). De 1969 a 1974 foi aluno de doutorado na Universidade Estatal de Moscou (MSU), orientado por Dmitry Fuchs e Israel Gelfand. Feigin não foi aceito na escola de graduados da MSU devido aos crescentes direcionamentos anti-semíticos na instituição naquela época. Após trabalhar como programador de computador na indústria durante algum tempo foi admitido em 1976 na escola de graduados da Universidade Estatal de Iaroslavl e defendeu sua tese "Cohomology of current Lie algebras on smooth manifolds" em 1981 no Departamento de São Petersburgo do Instituto Steklov de Matemática da Academia de Ciências da Rússia.
Foi palestrante plenário do Congresso Internacional de Matemáticos em Quioto (1990: Conformal Field Theory and Cohomologies of the Lie Algebra of Holomorphic Vector Fields on a Complex Curve). Obteve o título de Doktor nauk (habilitação) em 1995.